# Volta a Espanya de 2003
La Volta a Espanya de 2003 fou la 58a edició de la Volta a Espanya. La cursa començà a Gijón el 6 de setembre amb una contrarellotge per equips i finalitzà el 28 del mateix mes a Madrid després de 2.957 quilòmetres repartits entre 21 etapes.
El vencedor final fou l'espanyol Roberto Heras (US Postal). L'acompanyaren al podi Isidro Nozal (ONCE-Eroski), que finalitzà segon i Alejandro Valverde (Kelme-Costa Blanca) que també guanyà la combinada.
En les altres classificacions secundàries Félix Cárdenas (Labarca 2-Café Baqué) guanyà la muntanya, Erik Zabel (Team Telekom) aconseguí la victòria en la classificació per punts i el iBanesto.com la classificació per equips.
La cançó d'aquesta edició fou "Tirador" d'Hevia.

## Equips participants
En aquesta edició de la Volta a Espanya prengueren part 22 equips.
| Núm.    | Codi | Equip                            |
| ------- | ---- | -------------------------------- |
| 1-9     | FAS  | Fassa Bortolo                    |
| 11-19   | USP  | US Postal Service                |
| 21-29   | ONC  | ONCE-Eroski                      |
| 31-39   | ALS  | Alessio                          |
| 41-49   | COF  | Cofidis, le Crédit par Téléphone |
| 51-59   | REL  | Colchon Relax-Fuenlabrada        |
| 61-69   | DVE  | Domina Vacanze-Elitron           |
| 71-79   | EUS  | Euskaltel-Euskadi                |
| 81-89   | BAN  | iBanesto.com                     |
| 91-99   | KEL  | Kelme-Costa Blanca               |
| 101-109 | L2C  | Labarca 2-Café Baqué             |

| Núm.    | Codi | Equip                        |
| ------- | ---- | ---------------------------- |
| 111-119 | LAM  | Lampre                       |
| 121-129 | MIL  | Milaneza-MSS                 |
| 131-139 | ALM  | Paternina-Costa de Almería   |
| 141-149 | PHO  | Phonak Hearing Systems       |
| 151-159 | QSD  | Quick Step-Davitamon         |
| 161-169 | RAB  | Rabobank                     |
| 171-179 | SAE  | Saeco Macchine per Caffè     |
| 181-189 | TBI  | Team Bianchi                 |
| 191-199 | CSC  | Team CSC                     |
| 201-209 | TEL  | Team Telekom                 |
| 211-219 | VIN  | Vini Caldirola-Saunier Duval |

## Etapes
| Etapa | Data           | Recorregut                                 | Km         | Guanyador           | Líder                     |
| 1a    | 6 de setembre  | Gijón - Gijón                              | 30 (CRE)   | ONCE-Eroski         | Igor González de Galdeano |
| 2a    | 7 de setembre  | Gijón- Cangues d'Onís                      | 148        | Luis Pérez          | Joaquim Rodríguez         |
| 3a    | 8 de setembre  | Cangues d'Onís- Santander                  | 154        | Alessandro Petacchi | Joaquim Rodríguez         |
| 4a    | 9 de setembre  | Santander- Burgos                          | 151        | Unai Etxebarría     | Isidro Nozal              |
| 5a    | 10 de setembre | Sòria - Saragossa                          | 167        | Alessandro Petacchi | Isidro Nozal              |
| 6a    | 11 de setembre | Saragossa- Saragossa                       | 43,8 (CRI) | Isidro Nozal        | Isidro Nozal              |
| 7a    | 12 de setembre | Osca - Cauterets                           | 190        | Michael Rasmussen   | Isidro Nozal              |
| 8a    | 13 de setembre | Cauterets - Pla de Beret                   | 166        | Joaquim Rodríguez   | Isidro Nozal              |
| 9a    | 14 de setembre | Viella - Port d'Envalira                   | 175        | Alejandro Valverde  | Isidro Nozal              |
| 10a   | 15 de setembre | Andorra la Vella - Sabadell                | 194        | Erik Zabel          | Isidro Nozal              |
| 11a   | 17 de setembre | Utiel - Conca                              | 162        | Erik Zabel          | Isidro Nozal              |
| 12a   | 18 de setembre | Conca- Albacete                            | 169        | Alessandro Petacchi | Isidro Nozal              |
| 13a   | 19 de setembre | Albacete- Albacete                         | 53,3 (CRI) | Isidro Nozal        | Isidro Nozal              |
| 14a   | 20 de setembre | Albacete- Valdepeñas                       | 167,5      | Alessandro Petacchi | Isidro Nozal              |
| 15a   | 21 de setembre | Valdepeñas - La Pandera                    | 172        | Alejandro Valverde  | Isidro Nozal              |
| 16a   | 23 de setembre | Jaén - Sierra Nevada                       | 162        | Félix Cárdenas      | Isidro Nozal              |
| 17a   | 24 de setembre | Granada - Còrdova                          | 188        | David Millar        | Isidro Nozal              |
| 18a   | 25 de setembre | Las Rozas de Madrid - Las Rozas            | 143        | Pedro Díaz Lobato   | Isidro Nozal              |
| 19a   | 26 de setembre | Alcobendas - Collado Villalba              | 164        | Filippo Simeoni     | Isidro Nozal              |
| 20a   | 27 de setembre | San Lorenzo de El Escorial - Alt d'Abantos | 11,2 (CRI) | Roberto Heras       | Roberto Heras             |
| 21a   | 28 de setembre | Madrid - Madrid                            | 146        | Alessandro Petacchi | Roberto Heras             |

## Classificacions finals

### Classificació general
|    | Ciclista                  | Equip                | Temps       |
| -- | ------------------------- | -------------------- | ----------- |
| 1  | Roberto Heras             | US Postal            | 69h 31' 52" |
| 2  | Isidro Nozal              | ONCE-Eroski          | + 28"       |
| 3  | Alejandro Valverde        | Kelme-Costa Blanca   | + 2'25"     |
| 4  | Igor González de Galdeano | ONCE-Eroski          | + 3'27"     |
| 5  | Francisco Mancebo         | iBanesto.com         | + 4'47"     |
| 6  | Manuel Beltrán            | US Postal            | + 5'51"     |
| 7  | Michael Rasmussen         | Rabobank             | + 8'32"     |
| 8  | Félix Cárdenas            | Labarca 2-Café Baqué | + 13'08"    |
| 9  | Unai Osa                  | iBanesto.com         | + 13'24"    |
| 10 | Luis Pérez Rodríguez      | Cofidis              | + 15'15"    |

### Classificacions secundàries
|   | Ciclista       | Equip                | Punts |
| - | -------------- | -------------------- | ----- |
| 1 | Félix Cárdenas | Labarca 2-Café Baqué | 204   |
| 2 | Unai Osa       | iBanesto.com         | 112   |
| 3 | Joan Horrach   | Milaneza-MSS         | 101   |

|   | Ciclista            | Equip              | Punts |
| - | ------------------- | ------------------ | ----- |
| 1 | Erik Zabel          | Team Telekom       | 181   |
| 2 | Alejandro Valverde  | Kelme-Costa Blanca | 161   |
| 3 | Alessandro Petacchi | Fassa Bortolo      | 160   |

|   | Ciclista           | Equip                | Punts |
| - | ------------------ | -------------------- | ----- |
| 1 | Alejandro Valverde | Kelme-Costa Blanca   | 9     |
| 2 | Félix Cárdenas     | Labarca 2-Café Baqué | 13    |
| 3 | Roberto Heras      | US Postal            | 14    |

| Pos. | Equip              | Temps        |
| ---- | ------------------ | ------------ |
| 1    | iBanesto.com       | 208h 43' 05" |
| 2    | ONCE-Eroski        | + 1'03"      |
| 3    | Kelme-Costa Blanca | + 17'07"     |

## Evolució de les classificacions
| Etapa                  | Vencedor               | Classificació general Mallot or | Classificació per punts Mallot blau | Classificació de la muntanya Mallot verd | Classificació combinata Mallot blanc | Classificació per equips |
| ---------------------- | ---------------------- | ------------------------------- | ----------------------------------- | ---------------------------------------- | ------------------------------------ | ------------------------ |
| 1ª                     | ONCE-Eroski            | Igor González de Galdeano       | Igor González de Galdeano           | Jan Hruška                               | Igor González de Galdeano            | ONCE-Eroski              |
| 2ª                     | Luis Pérez Rodríguez   | Joaquim Rodríguez               | Joaquim Rodríguez                   | Luis Pérez Rodríguez                     | Luis Pérez Rodríguez                 | ONCE-Eroski              |
| 3ª                     | Alessandro Petacchi    | Joaquim Rodríguez               | Joaquim Rodríguez                   | Luis Pérez Rodríguez                     | Luis Pérez Rodríguez                 | ONCE-Eroski              |
| 4ª                     | Unai Etxebarria        | Isidro Nozal                    | David Etxebarria                    | Félix Cárdenas                           | Isidro Nozal                         | ONCE-Eroski              |
| 5ª                     | Alessandro Petacchi    | Isidro Nozal                    | Alessandro Petacchi                 | Félix Cárdenas                           | Isidro Nozal                         | ONCE-Eroski              |
| 6ª                     | Isidro Nozal           | Isidro Nozal                    | Alessandro Petacchi                 | Félix Cárdenas                           | Isidro Nozal                         | ONCE-Eroski              |
| 7ª                     | Michael Rasmussen      | Isidro Nozal                    | Alessandro Petacchi                 | Félix Cárdenas                           | Isidro Nozal                         | ONCE-Eroski              |
| 8ª                     | Joaquim Rodríguez      | Isidro Nozal                    | Joaquim Rodríguez                   | Joan Horrach                             | Isidro Nozal                         | ONCE-Eroski              |
| 9ª                     | Alejandro Valverde     | Isidro Nozal                    | Isidro Nozal                        | Félix Cárdenas                           | Isidro Nozal                         | ONCE-Eroski              |
| 10ª                    | Erik Zabel             | Isidro Nozal                    | Alessandro Petacchi                 | Félix Cárdenas                           | Alejandro Valverde                   | ONCE-Eroski              |
| 11ª                    | Erik Zabel             | Isidro Nozal                    | Erik Zabel                          | Félix Cárdenas                           | Alejandro Valverde                   | ONCE-Eroski              |
| 12ª                    | Alessandro Petacchi    | Isidro Nozal                    | Erik Zabel                          | Félix Cárdenas                           | Isidro Nozal                         | ONCE-Eroski              |
| 13ª                    | Isidro Nozal           | Isidro Nozal                    | Erik Zabel                          | Félix Cárdenas                           | Isidro Nozal                         | ONCE-Eroski              |
| 14ª                    | Alessandro Petacchi    | Isidro Nozal                    | Alessandro Petacchi                 | Félix Cárdenas                           | Isidro Nozal                         | ONCE-Eroski              |
| 15ª                    | Alejandro Valverde     | Isidro Nozal                    | Erik Zabel                          | Félix Cárdenas                           | Alejandro Valverde                   | ONCE-Eroski              |
| 16ª                    | Félix Cárdenas         | Isidro Nozal                    | Erik Zabel                          | Félix Cárdenas                           | Alejandro Valverde                   | ONCE-Eroski              |
| 17ª                    | David Millar           | Isidro Nozal                    | Erik Zabel                          | Félix Cárdenas                           | Alejandro Valverde                   | ONCE-Eroski              |
| 18ª                    | Pedro Díaz Lobato      | Isidro Nozal                    | Erik Zabel                          | Félix Cárdenas                           | Alejandro Valverde                   | ONCE-Eroski              |
| 19ª                    | Filippo Simeoni        | Isidro Nozal                    | Erik Zabel                          | Félix Cárdenas                           | Alejandro Valverde                   | ONCE-Eroski              |
| 20ª                    | Roberto Heras          | Roberto Heras                   | Alejandro Valverde                  | Félix Cárdenas                           | Alejandro Valverde                   | iBanesto.com             |
| 21ª                    | Alessandro Petacchi    | Roberto Heras                   | Erik Zabel                          | Félix Cárdenas                           | Alejandro Valverde                   | iBanesto.com             |
| Classificacions finals | Classificacions finals | Roberto Heras                   | Erik Zabel                          | Félix Cárdenas                           | Alejandro Valverde                   | iBanesto.com             |